# Chuck Schumer
Chuck Schumer   (Nova York, 23 de novembre de 1950), nascut Charles Ellis Schumer, és un polític nord-americà, membre del Partit Demòcrata, senador per Nova York al Congrés dels Estats Units des de 1999, líder del Partit Demòcrata en el Senat dels Estats Units des de 2017. Schumer va ser un representant de Nova York en la Cambra de Representants dels Estats Units de 1981 a 1999, i abans, va ser un representant de l'Assemblea Estatal de Nova York de 1975 a 1980.

## Joventut, estudis i carrera professional
Chuck Schumer va néixer en Brooklyn, un barri de Nova York. Els seus pares són Selma i Abraham Schumer, i la seva família practica la religió del judaisme. Va assistir a la James Madison High School en Brooklyn abans de començar els seus estudis a la Universitat Harvard. Schumer va estudiar el seu Bachelor of Arts a Harvard i a l'Escola de Dret d'Harvard va obtenir el seu doctorat en jurisprudència. Es va graduar en 1974.
En lloc de treballar com a advocat, va triar treballar al govern, i es va postular per a la posició de representant en l'Assemblea Estatal de Nova York en 1975 on va treballar durant tres mandats de 1975 a 1981. Després, es va postular per a la posició de membre de la Cambra de Representants dels Estats Units quan la seva predecessora Elizabeth Holtzman va esdevenir senadora. Schumer va guanyar i va representar els districtes de Brooklyn, que van canviar durant el seu mandat, de 1981 a 1999.
Es va postular per al senat en 1998 contra el titular Al D'Amato. Va guanyar, i ha estat senador des de 1999. En 2017 va començar a ser el líder de la minoria demòcrata en el Senat dels Estats Units del quan Harry Reid es va retirar en finalitzar el seu mandat.
Schumer està casat amb Iris Weinshall, qui és la cap d'operacions de la Biblioteca Pública de Nova York, i és pare de dues filles. Ells viuen a Brooklyn.

## Posicions polítiques
Schumer s'ha centrat els problemes de les persones de Nova York. Per exemple, s'ha centrat en l'economia i proposa ajudes per l'agricultura. Té moltes idees comunes amb el Partit Demòcrata: recolza la protecció del medi ambient, la Patient Protection and Affordable Care Act, el Pla d'Acció Conjunt i Complet sobre el programa nuclear de l'Iran, i dona suport a l'avortament lliure. Recolza la reforma immigratòria dels Estats Units. Schumer recolza activament a l'Estat d'Israel.